# Манастир Јаковић
Манастир Јаковић је манастир Српске православне цркве, припада Епархији Шумадијској.

## Историја
Манастир Јаковић посвећен Вазнесењу Пресвете Богородице Налази се на десној обали Велике Мораве, код села Дубока. Кнез Лазар у ктиторској повељи датој манастиру Раваници помиње село Јаковић. Овај манастир, који је прозван Јаковић по самом месту, запустео је крајем 17. века. Крајем 18. века манастир је поново оживео и постао духовно средиште Срба тог краја. У манастир је често долазио капетан Коча Анђелковић, а пред одлучујућу битку са Турцима, заједно са својим ратницима, ту се причестио. Залагањем свештеника Петра Коруновића манастир Јаковић је обновљен 1894. год.

## Локација
Манастир Јаковић се налази у селу Дубока и он је најближи Јагодини од седам доњоресавских манастира до којих се стиже истим путем. Ова црква се налази поред сеоског гробља.